# Sofia Pekkari
Anna Jeanna Sofia Pekkari, född 1 september 1985, är en svensk skådespelare och sångerska.

## Biografi
Pekkari växte upp i Göteborg, där hon fram till nio års ålder bodde på Hisingen och därefter i Majorna. Intresset för teater och skådespeleri väcktes i unga år, främst tack vare hennes far som var teatermusiker på Backa Teater. Pekkari studerade teater på Angeredsgymnasiet, där hon tog studenten 2004, och har sedan dess arbetat som skådespelare och musiker.
Från 2014 tillhör hon Dramatens fasta ensemble efter att bland annat ha medverkat i uppsättningarna av Dödsdansen I–II och The mental states of Sweden.
2018 tilldelades hon Carl Åkermarks stipendium.

## Filmografi (i urval)
- 1991 – Under isen
- 1997 – Hitler och vi på Klamparegatan
- 2004 – Kniven i hjärtat (TV-serie)
- 2005 – Tjejen med videokameran
- 2006 – Möbelhandlarens dotter (TV-serie)
- 2006 – Den enskilde medborgaren
- 2006 – Brandvägg
- 2008 – Irene Huss – Eldsdansen
- 2009 – Gunnel
- 2010 – Wallander – Dödsängeln
- 2010–2012 – Morden i Sandhamn (TV-serie)
- 2015 – Miraklet i Viskan (Moas sångröst)
- 2017 – Syrror (TV-serie)
- 2019 – De dagar som blommorna blommar (TV-serie)
- 2019 – Frost 2 (röst till Månskära)
- 2020 – Cold Courage (TV-serie)
- 2021 – Jägarna (TV-serie)
- 2021 – Dystopia (TV-serie)
- 2021 – Kristianias magiska tivoliteater (TV-serie) (röst till Erle)

## Teater

### Roller (ej komplett)
| År   | Roll         | Produktion                                                                | Regi                | Teater           |
| ---- | ------------ | ------------------------------------------------------------------------- | ------------------- | ---------------- |
| 2003 |              | Hamlet                                                                    |                     | Angereds Teater  |
| 2004 |              | I Stand Before You Naked                                                  |                     | Unga Folkteatern |
| 2005 |              | Millas resa                                                               |                     | Angereds Teater  |
| 2005 |              | 100 000 skattefritt                                                       |                     | Angereds Teater  |
| 2005 |              | Mellan himmel och jord                                                    |                     | Angereds Teater  |
| 2006 |              | Tiokronorsflickan                                                         |                     | Angereds Teater  |
| 2006 | Jennifer     | The Mental States of Gothenburg Mattias Andersson                         | Mattias Andersson   | Angereds teater  |
| 2007 | Judith       | Dödsdansen I & II August Strindberg                                       | John Caird          | Dramaten         |
| 2007 |              | Apiara - En rymdsaga                                                      |                     | Dramaten         |
| 2007 | Tiffany      | H2O+NaCl+Au=LOVE!                                                         |                     | Dramaten         |
| 2008 | Star         | Den tatuerade mamman                                                      |                     | Dramaten         |
| 2008 | Elli         | Kasimir och Karoline (Kasimir und Karoline)                               |                     | Dramaten         |
| 2009 | Anne Page    | Muntra fruarna i Windsor (The Merry Wives of Windsor) William Shakespeare | John Caird          | Dramaten         |
| 2009 |              | Sagoskogen                                                                |                     | Dramaten         |
| 2009 | Lillasystern | Askungen Sofia Fredén                                                     | Malin Stenberg      | Dramaten         |
| 2010 | Jane Fordham | En familj - August: Osage County (August: Osage County) Tracy Letts       | Stefan Larsson      | Dramaten         |
| 2010 | Miranda      | Stormen (The Tempest) William Shakespeare                                 | John Caird          | Dramaten         |
| 2011 | Julia        | Romeo och Julia (The Tragedy of Romeo and Juliet) William Shakespeare     |                     | Dramaten         |
| 2013 |              | Hjälp sökes Benny Andersson och Björn Ulvaeus                             | Lars Rudolfsson     | Orionteatern     |
| 2013 | Medverkande  | The Mental States of Sweden Mattias Andersson                             | Mattias Andersson   | Dramaten         |
| 2014 | Irina        | Tre systrar (Три сeстры, Tri sestry)                                      |                     | Dramaten         |
| 2014 | Miranda      | Svarta djuret sorg                                                        |                     | Dramaten         |
| 2015 | Viola        | Trettondagsafton (Twelfth Night, or What You Will) William Shakespeare    | Åsa Melldahl        | Dramaten         |
| 2015 |              | Kärleken kommer att skilja oss åt                                         |                     | Dramaten         |
| 2016 | Sandra       | Deformerad persona Mattias Andersson och Ylva Andersson                   | Mattias Andersson   | Dramaten         |
| 2016 | Flickan      | Fåglarna (Fuglane) Tarjei Vesaas                                          | Ole Anders Tandberg | Dramaten         |
| 2017 | Eloine Berta | Molnens bröder Barbro Lindgren                                            | Lars Rudolfsson     | Dramaten         |
| 2020 |              | Berusade (Пьяные, P'yanyye) Ivan Vyrypaev                                 | Tobias Theorell     | Dramaten         |
| 2021 | Fernando     | Kärlek skonar ingen Mirja Unge, Håkan Hellström och Björn Olsson          | Victoria Brattström | Göteborgsoperan  |
| 2022 |              | Hur vi försvinner Eva-Maria Benavente Dahlin                              | Måns Lagerlöf       | Dramaten         |
| 2025 | Eva          | Skammen Ingmar Bergman                                                    | Mattias Andersson   | Dramaten         |

## Diskografi
- 2003 - Tristan - Vatten och bröd (CD)
- 2005 - Kniven i hjärtat (Soundtrack)
- 2006 - Hundra Ollar för en Stig (Soundtrack till långfilmen Den enskilde medborgaren)
- 2013 - Hjälp sökes (Konceptalbum)